# العلاقات الإيرانية الكيريباتية
العلاقات الإيرانية الكيريباتية هي العلاقات الثنائية التي تجمع بين إيران وكيريباتي.

## مقارنة بين البلدين
هذه مقارنة عامة ومرجعية للدولتين:
| وجه المقارنة                                              | إيران                    | كيريباتي                        |
| --------------------------------------------------------- | ------------------------ | ------------------------------- |
| المساحة (كم2)                                             | 1.65 مليون               | 811                             |
| عدد السكان (نسمة)                                         | 79.97 مليون              | 116.40 ألف                      |
| الكثافة السكانية (ن./كم²)                                 | 48.47                    | 14.35 ألف                       |
| العاصمة                                                   | طهران                    | جنوب تاراوا                     |
| اللغة الرسمية                                             | لغة فارسية               | لغة إنجليزية، اللغة الكيريباتية |
| العملة                                                    | ريال إيراني              | دولار كريباتي، دولار أسترالي    |
| الناتج المحلي الإجمالي (بليون دولار)                      | 439.51 مليار             | 196.15 مليون                    |
| الناتج المحلي الإجمالي (تعادل القوة الشرائية) بليون دولار | 1.36 تريليون             | 224.26 مليون                    |
| الناتج المحلي الإجمالي الاسمي للفرد دولار أمريكي          |                          | 1.42 ألف                        |
| الناتج المحلي الإجمالي للفرد دولار أمريكي                 |                          | 1.81 ألف                        |
| مؤشر التنمية البشرية                                      | 0.766                    | 0.590                           |
| رمز المكالمات الدولي                                      | +98                      | +686                            |
| رمز الإنترنت                                              | .ir،                     | .ki                             |
| المنطقة الزمنية                                           | ت ع م+03:30، توقيت إيران |                                 |

## منظمات دولية مشتركة
يشترك البلدان في عضوية مجموعة من المنظمات الدولية، منها:
| علم المنظمة | اسم المنظمة                   | تاريخ انضمام إيران | تاريخ انضمام كيريباتي |
| ----------- | ----------------------------- | ------------------ | --------------------- |
|             | مؤسسة التنمية الدولية         | 10 أكتوبر 1960     | 2 أكتوبر 1986         |
|             | يونسكو                        | 6 سبتمبر 1948      | 24 أكتوبر 1989        |
|             | منظمة حظر الأسلحة الكيميائية  | ?                  | ?                     |
|             | مؤسسة التمويل الدولية         | 28 ديسمبر 1956     | 2 أكتوبر 1986         |
|             | الأمم المتحدة                 | 24 أكتوبر 1945     | 14 سبتمبر 1999        |
|             | الاتحاد البريدي العالمي       | ?                  | ?                     |
|             | البنك الدولي للإنشاء والتعمير | 29 ديسمبر 1945     | 29 سبتمبر 1986        |

## وصلات خارجية
- موقع وزارة الخارجية الإيرانية